# Santa Lucia (Ilocos Sul)
Santa Lucia é um município de  terceira classe de renda municipal (d) na província Ilocos Sul, nas Filipinas. De acordo com o censo de 1 de maio  de  2020 possui uma população de 25 966 pessoas e 6 645 domicílios.